# Рівняння Марченка
У математичній фізиці, точніше, в одновимірній оберненій задачі розсіяння, рівняння Марченка (або рівняння Гельфанда-Левітана-Марченка або рівняння GLM ), назване на честь Ізраїля Гельфанда, Бориса Левітана та Володимира Марченка, виводиться шляхом обчислення перетворення Фур'є відношення розсіювання:
{\displaystyle K(r,r^{\prime })+g(r,r^{\prime })+\int _{r}^{\infty }K(r,r^{\prime \prime })g(r^{\prime \prime },r^{\prime })\mathrm {d} r^{\prime \prime }=0}
де {\displaystyle g(r,r^{\prime })\,} — симетричне ядро, таким що {\displaystyle g(r,r^{\prime })=g(r^{\prime },r),\,} що обчислюється з даних розсіювання. Розв'язуючи рівняння Марченка, отримуємо ядро оператора перетворення {\displaystyle K(r,r^{\prime })} з якого можна отримати потенціал. Це рівняння отримано з інтегрального рівняння Гельфанда–Левітана з використанням представлення Повзнера–Левітана.